# Stegomastodon
Stegomastodon war eine Gattung der Gomphotheriidae und lebte vom oberen Miozän bis ins Pleistozän in Nordamerika. 

## Aussehen
Stegomastodon hatte im Vergleich zu früheren Gomphotheriden einen relativ kurzen Schädel und Unterkiefer. Die bis zu 2,4 m langen Stoßzähne waren leicht divergierend und meist nach oben gekrümmt. Die Backenzähne waren hochkomplex mit konischen Spitzen und Zement zwischen den Kegeln. Das Gewicht dieses Rüsseltiers betrug rund 6 t.

## Verbreitung
Häufig wird nur eine Art, Stegomastodon mirificus, anerkannt. Bisweilen werden die frühen Formen allerdings als Vorläuferart Stegomastodon primitivus betrachtet. Die Gattung ist vom Pliozän bis zum mittleren Pleistozän bekannt. Früher wurde angenommen, dass Stegomastodon über den Isthmus von Panama nach Südamerika vorgestoßen ist und dort ebenfalls vorkam. Heute werden die südamerikanischen Funde allerdings der separaten Gattung Notiomastodon zugeschrieben. Man nimmt an, dass diese sich im Plio-Pleistozän aus Cuvieronius entwickelte, das sich von Nord- nach Südamerika ausbreitete. Stegomastodon ist im Gegensatz zu Cuvieronius nicht aus Mittelamerika bekannt.